# 3-デオキシマンノオクツロソン酸-8-ホスファターゼ
3-デオキシマンノオクツロソン酸-8-ホスファターゼ(3-deoxy-manno-octulosonate-8-phosphatase、EC 3.1.3.45)は、以下の化学反応を触媒する酵素である。
3-デオキシ-D-マンノオクツロソン酸-8-リン酸 + 水{\displaystyle \rightleftharpoons }3-デオキシ-D-マンノオクツロソン酸 + リン酸
従って、この酵素の基質は3-デオキシ-D-マンノオクツロソン酸-8-リン酸と水の2つ、生成物は3-デオキシ-D-マンノオクツロソン酸とリン酸の2つである。
この酵素は加水分解酵素に分類され、特にリン酸モノエステル結合に作用する。系統名は、3-デオキシ-D-マンノオクツロソン酸-8-リン酸 8-ホスホヒドロラーゼ(3-deoxy-D-manno-octulosonate-8-phosphate 8-phosphohydrolase)である。この酵素は、リポ多糖の生合成に関与している。